# Blut + Eisen
Blut + Eisen (gelegentlich auch Blut und Eisen) war eine 1982 gegründete deutsche Hardcore-Punk-Band aus Hannover.

## Geschichte
Ursprünglich wurde die Band 1982 unter dem Namen Overkill gegründet. Da jedoch eine Thrash-Metal-Band gleichen Namens existierte, änderte die Band den Namen in Blut + Eisen um. Bandmitglieder waren Schotte (Gesang), Slinky (Gitarre), Krösus (Bass) und Karl (Schlagzeug). 1) Der Bandname ist an ein Zitat von Otto von Bismarck angelehnt. 2) 
Ihre ersten beiden Songs W.s.w.u.f. und Alles umsonst veröffentlichten sie auf dem Sampler Keine Experimente. Ihre anschließenden Alben wurden von Weird System aus Hamburg verlegt, einem der großen deutschen Punk-Labels der 1980er Jahre. 1984 erschien das erste Album Schrei doch!, bei dem Harris Johns für den Sound verantwortlich zeichnete. Nur ein Jahr später erschien ihr zweites Album Schön geseh`n. Die Band spielte unter anderem mit Peter and the Test Tube Babies, den Adicts, Boskops und Torpedo Moskau. Zu letzterer Band pflegten sie eine Freundschaft, die zu einer gemeinsamen Spanien-Tour führte.
1987 löste sich die Band auf, einige Mitglieder waren bzw. sind auch bei den Cretins aktiv. 1994 und 2002 fanden noch zwei gemeinsame Konzerte im UJZ Glocksee in Hannover statt.  In den 1990ern erschienen noch verschiedene Wiederveröffentlichungen und bislang unveröffentlichtes Material, unter anderem über Nasty Vinyl.
Im Herbst 2007 entschied sich die Band zur Reunion, der aber kaum Aktivitäten folgten. Als „allerletzte Show“ wurde ein Auftritt in Verden im April 2009 angekündigt.

## Stil
Die Band orientierte sich vom Musikstil her an den US-Bands der ersten Hardcore-Punk-Welle der frühen 1980er Jahre. Die Texte sind parolenhaft geschrieben.

## Diskografie

### Demoband
- 1983: Pogo poppt auf

### Alben
- 1984: Schrei doch! (Weird System)
- 1985: Schön geseh’n (Weird System)

### Livealbum
- 1997: Eine Punkband nach dem Verfallsdatum (Barbaren Musi), Live 24. September 1994 Cafe Glocksee

### EPs
- 1984: Dachau Disco (Weird System), Split mit Cretins
- 1984: Fleisch rollt (Weird System)
- 1993: Pogo poppt auf (Nasty Vinyl), 4 Stücke vom Demotape

### Sampler (Auswahl)
- 1983: Keine Experimente! (LP, Weird System)
- 1986: U-Boats Attack America (LP, Weird System)
- 1987: Life Is a Joke Vol. 2 (LP, Doppel LP, Weird System)
- 1991: Nazis Raus! (CD, Weird System)
- 1994: Jung kaputt spart Altersheime (CD, Nasty Vinyl)
- 2001: Punk Rock BRD Vol. 1 (3LPs, Weird System)